# Саарпфальц (район)
Саарпфальц (нім. Saarpfalz) — район в Німеччині, в складі федеральної землі Саар. Адміністративний центр — місто Гомбург.

## Населення
Населення району становить 140 960 осіб (станом на 31 грудня 2021).

## Адміністративний поділ
Район складається з 3 громад (нім. Gemeinden) та 4 міст (нім. Städte):
| Міста (населення)                                                                         | Громади (населення)                                             |
| ----------------------------------------------------------------------------------------- | --------------------------------------------------------------- |
| 1. Бексбах (17 482) 2. Бліскастель (20 153) 3. Гомбург (41 612) 4. Занкт-Інгберт (34 971) | 1. Герсгайм (6292) 2. Кіркель (9992) 3. Мандельбахталь (10 458) |

Дані про населення наведені станом на 31 грудня 2021.